# 石井東吾
石井 東吾（いしい とうご、1981年3月12日 - ）は、日本の武術家。

## 経歴
1999年9月、18歳の時に截拳道（ジークンドー）の継承者であるテッド・ウォンが2度目の来日をした際に参加したセミナーで、テッド・ウォンの武術と人柄に深い感銘を受ける。その後、テッド・ウォンの弟子であるヒロ渡邉に弟子入りする。
2003年7月に初渡米し、テッド・ウォンよりプライベートレッスンを受ける。以降、2010年8月までの間、ヒロ渡邉に同行して渡米を繰り返し修行を続ける。
2020年3月に総合格闘家の矢地祐介のYouTubeチャンネルに出演し、ワンインチパンチを披露した動画が反響を呼ぶ。2021年5月にはYouTubeチャンネル「ワンインチチャンネル」を開設し、同年12月にオンラインサロン「ワンインチSALON」を開設。
2025年2月末日、諸事情によりジークンドージャパンを除名処分となった。

## 出演

### テレビ
- 『いいねの森』(2021年1月20日、テレビ朝日)
- 『板垣恵介が行く!最強道場』(2021年3月20日、BS-TBS)
- 『プレスク』(2021年9月26日、2022年9月25日、BSフジ)
- 『シューイチ』(2021年10月31日、日本テレビ)
- 『ラヴィット!』(2022年3月24日、10月12日、TBSテレビ)
- 『審査員長・松本人志』(2022年6月11日、TBSテレビ)

### ラジオ
- 『Skyrocket Company』（2022年10月19日、TOKYO FM）

### 映画
- 『1%er ワンパーセンター』（2024年12月6日、WiiBER）  - 黄島 役[8][9]

### DVD
- 『ヒロ渡邉 ジークンドー 基礎篇』(2014年2月20日、クエスト)
- 『ヒロ渡邉 ジークンドー 基本応用篇』(2014年8月20日、クエスト)
- 『ヒロ渡邉 ジュン・ファン/ジークンドー 振藩功夫篇 vol.1』(2015年2月20日、クエスト)
- 『ヒロ渡邉 ジュン・ファン/ジークンドー 上級篇』(2016年3月19日、クエスト)
- 『ジークンドーファイナルステージ 〜究極のカウンター戦術〜』(2020年9月20日、BABジャパン)
- 『CROSSROAD (クロスロード）【二人の武術人生が交差する】』(2021年10月13日、東映ビデオ)

## 書籍

### 単著
- 『陰と陽 歩み続けるジークンドー』(2022年12月22日、Gakken)

### 雑誌掲載
- 『月刊秘伝』 (2020年5月号、2020年10月号、2021年5月号)
- 『ゴング格闘技』 (2020年7月号、No.308)